# Domenico Silvio Passionei
Domenico Silvio Passionei (Fossombrone, 2 de dezembro de 1682 - Frascati, 5 de julho de 1761) foi um cardeal italiano do século XVIII.

## Biografia
Nasceu em Fossombrone em 2 de dezembro de 1682. De família nobre, segundo dos dois filhos do Conde Benedetto Passionei e Virgínia Sabatelli. Batizado em 3 de dezembro de 1682. Seu sobrenome também consta como Passioneo. Sobrinho de Mons. Guido Passionei, secretário da Cipher, da SC Consistorial e do Sagrado Colégio dos Cardeais. Em 1787, com a morte de seu sobrinho Benedetto Passionei, clérigo da Câmara Apostólica, a família foi extinta.
Enviado a Roma para estudar quando tinha treze anos; frequentou o Collegio Clementino (1695-1701; doutorado em filosofia, 1701); Universidade La Sapienza, (doutorado in utroque iure, direito canônico e civil).
Ablegado apostólico para apresentar o barrete vermelho ao núncio em Paris, Filippo Antonio Gualterio, 1706; permaneceu naquela cidade dois anos, como secretário da nunciatura, e adquiriu as simpatias jansenistas, que teve por toda a vida. Agente papal para a Conferência de Paz de Haia, 1708, e para a de Utrecht, 1712. Advogado júnior nos tribunais supremos da Assinatura Apostólica da Justiça e da Graça, 1713. Procurador da Santa Sé em Baden para a assinatura do tratado de paz entre os príncipes cristãos, 1714; e em Solothurn, 1716. Inquisidor na Ilha de Malta, 1717-1719. Pró-secretário da Sagrada Congregação de Propaganda Fide, de novembro de 1720 até janeiro de 1721, quando adoeceu e voltou a Fossombrone. Secretário de Letras Latinas. Acadêmico da Accademia della Crusca desde 7 de setembro de 1719.
Recebeu o subdiaconato em 6 de julho de 1721; e o diaconato em 13 de julho de 1721.
Eleito arcebispo titular de Éfeso, em 16 de julho de 1721. Consagrado em 25 de julho de 1721, igreja de S. Bernardo, Roma, pelo cardeal Fabrizio Paolucci, auxiliado por Prospero Marefoschi, bispo titular de Cirene, e por Camillo Marazzani, bispo de Parma. Núncio na Suíça, 30 de julho de 1721. Núncio na Áustria, 23 de dezembro de 1730. Abençoou o casamento da futura imperatriz Maria Teresa, 1738. Membro da Academia de Berlim. Secretário dos Breves Apostólicos, março de 1738; tomou posse em junho de 1738; ocupou o cargo até sua morte.
Criado cardeal-presbítero no consistório de 23 de junho de 1738; recebeu o gorro vermelho e o título de S. Bernardo alle Terme, 23 de julho de 1738. Abade commendatario de S. Maria di Farfa desde 1738. Nomeado protetor da Ordem Reformada de Cister, 19 de agosto de 1738. Abade commendatario de Farfa em setembro de 1738. Participou do conclave de 1740, que elegeu o Papa Bento XIV. Pró-bibliotecário da Santa Igreja Romana, 10 de julho de 1741, durante a ausência do bibliotecário, Cardeal Angelo Maria Quirini. Camerlengo do Sacro Colégio dos Cardeais, 29 de janeiro de 1748 até 20 de janeiro de 1749. Opôs-se à beatificação do Cardeal Roberto Bellarmino, SJ, 1754. Bibliotecário da Santa Igreja Romana, 22 de janeiro de 1755 até sua morte.
Optou pelo título de S. Prassede, mantendo o seu primeiro título in commendam, a 17 de fevereiro de 1755. Em 1755, Passionei tornou-se membro estrangeiro da Academia de Berlim; e da Académie des Inscriptions et Belles-Lettres da França. Participou do conclave de 1758, que elegeu o Papa Clemente XIII. Optou pelo título de S. Lorenzo em Lucina, conservando in commendam seu primeiro título, 12 de fevereiro de 1759. Cardeal protopresbítero. O cardeal era um grande inimigo da Companhia de Jesus e trabalhou incansavelmente para a sua supressão. Sua biblioteca de 32.000 volumes, em sua residência no Palazzo della Consulta, estava aberta a todos. Foi o único cardeal que Voltaire disse desejar conhecer pessoalmente. Passionei também foi prior commendatario de S. Salvatore, Ascoli; e abade commendatario de S. Croce di Sassovivo, Foligno. Além de sua biblioteca muito grande, ele tinha uma coleção de quinhentas pinturas em seu palácio de Fossombrone. Enquanto músico e compositor amador, Passoinei também compôs um conjunto de doze sonatas para violoncelo, que publicou em 1718.
Morreu em Frascati em 5 de julho de 1761, por complicações de um grave derrame que sofrera na manhã de 15 de junho, em seu retiro no mosteiro camaldulense, perto de Frascati. Transportado em privado para Roma e exposto na sua igreja titular de S. Lorenzo in Lucina, dos Clérigos Menores Regulares, onde teve lugar o funeral; e sepultado na igreja camaldulense de S. Bernardo alle Terme, sua comenda. Diz-se que o cardeal fugiu para o mosteiro para evitar assinar o breve papal condenando o livro "Exposition De La Doctrine Chrétienne, Ou Instructions Sur Les Principales Verites De La Religion: Tome Premier", do padre François-Philippe Mésenguy. O papa exigiu sua assinatura e isso perturbou tanto o cardeal que ele morreu alguns dias depois.